# Johnny Rodz
Johnny Rodriguez (16 de mayo de 1938) es un ex luchador profesional estadounidense. Ha trabajado anteriormente como luchador profesional bajo el nombre en el ring de Johnny Rodz.

## Carrera

### World Wide Wrestling Federation
Formó parte de la World Wide Wrestling Federation (WWWF) a partir de sus primeros años, apareciendo en las carteleras de WWWF que se remontan a 1965. Luchó frente a Bob Backlund en el Madison Square Garden, mientras trabajaba para la WWWF en el momento.

### NWA Hollywood
Durante un tiempo trabajó con Mike y Gene LeBell en NWA Hollywood Wrestling en los años 70. Ganó una mayor proporción de combates de lucha libre como 'Arabian Wildman' Java Ruuk e incluso ganó la promoción de la batalla real en 1976.

### Retiro
En 1996, Rodz fue incluido al Salón de la Fama de WWF por Arnold Skaaland.

## En lucha
- Movimientos finales
  - Diving headbutt[1][4]

- Movimientos de firma
  - Diving single foot stomp[4]

## Campeonatos y logros
- Cauliflower Alley Club
  - Otro homenaje (1995)

- Lutte Internationale
  - Canadian International Heavyweight Championship (1 vez)

- Northeast Championship Wrestling
  - NCW Heavyweight Championship (1 vez)[5]

- Northeast Championship Wrestling (Tom Janette)
  - NCW Heavyweight Championship (2 veces)[5]

- World Wrestling Council
  - WWC World Tag Team Championship (1 vez) — con Super Médico I

- World Wrestling Federation
  - WWF Hall of Fame[3] (Clase 1996)[1]